# 朝鮮鱥
朝鮮鱥（学名：Phoxinus kumgangensis）为輻鰭魚綱鯉形目雅羅魚科鱥屬的其中一種，該物種於1980年由Kim Ri-tae描述，分布於亞洲朝鮮半島，體長可達8公分，生活習性不明。